# Roving (Vorgarn)
Roving ist eine aus dem Englischen stammende Bezeichnung für ein sogenanntes Vorgarn, d. h. ein leicht gedrehtes Spinnfaserband als Zwischenstufe (Halbfabrikat) in der Garnherstellung.

## Bedeutung des Rovings im Prozess der Garnherstellung
Um beim Ringspinnen sehr feine (dünne, mit geringer längenbezogener Masse) Garne herstellen zu können, ist es notwendig, Vorgarne mit ebenfalls möglichst geringer längenbezogener Masse als Ausgangsmaterial vorzulegen. Damit diese relativ feinen Vorgarne auf Vorratsspulen zerstörungsfrei aufgewickelt und später von diesen wieder abgewickelt werden können, erhalten sie eine geringe Drehung (einen geringen Drall, eine geringe Torsion), bleiben aber trotzdem weiterhin verzugsfähig (verfeinerungsfähig). Der Roving kann aus unterschiedlichen Spinnfaserbändern hergestellt werden. Durch Drehen eines Faserbandes um die Längsachse wirken Kräfte auf die einzelnen Spinnfasern in Richtung Zentrum des Bandes, wodurch die Fasern aneinandergepresst werden. Damit erhöht sich die Reibung zwischen ihnen, was bei einer Belastung in Längsrichtung zu einem erhöhten Widerstand des Vorgarns gegen ein Auseinanderziehen führt. Das Drehen ergibt eine Verdichtung und damit einen geringeren Durchmesser des Vorgarnes. Die leichten Drehungen erhält ein Spinnfaserband entweder auf einem Flyer, einer Vorspinnmaschine, oder einem Nitschelwerk.

## Flyer zur Rovingherstellung
Der Flyer (engl. „Flügel“) wird vor allem in der Drei-Zylinder-Spinnerei und der Kammgarnspinnerei eingesetzt. Das von den vorgelagerten Prozessen des Dublierens und Streckens (Verziehens) stammende Spinnfaserband (Streckenband) wird dabei durch eine Führungsöse geleitet, die als Drallstau wirkt, und dann zu dem rotierenden gabelförmigen Flügel geführt, der die Drehung des Vorgarns bewirkt. Der so mit geringen Drehungen versehene Roving (Flyerlunte) wird auf eine Flyerspule aufgewunden. Diese wird der Ringspinnmaschine vorgelegt, um dort zu einem Garn mit den angestrebten Eigenschaften versponnen zu werden.

## Nitschelwerk zur Rovingherstellung
Das Nitschelwerk findet insbesondere in der Streichgarnspinnerei Verwendung. Nach der Vorspinnkrempel wird mittels eines Vielriemchenflorteilers der von der Vorspinnkrempel abgeführte Faserflor in schmale Florstreifen aufgeteilt. Da diese kaum äußeren Einwirkungen widerstehen können, werden sie einem Nitschelwerk zugeführt. Dort werden die Florstreifen zwischen zwei übereinander angeordneten, hin- und hergehenden Gummibändern (sogenannten Nitschelhosen), die gleichzeitig eine dazu senkrechte Transportbewegung ausführen, leicht gerundet und verdichtet und der Spulenaufwicklung zugeführt. Anschließend können die so erzeugten Rovings (Nitschelbänder) auf der Ringspinnmaschine zum Garn verarbeitet werden.

## Sonstiges
Rovings werden auch mittels textiler Handarbeitstechniken (z. B. Handstricken von Lopi) direkt zu textilen Flächengebilden weiterverarbeitet.